# Popondetta
Popondetta  ist die Hauptstadt der Provinz Oro von Papua-Neuguinea im Südosten der Insel Neuguinea. Sie liegt im fruchtbaren Tiefland östlich des Owen-Stanley-Gebirges.  Sie hatte bei der Volkszählung im Jahr 2000 19.556 Einwohner.

## Geschichte
Während des Zweiten Weltkrieges wurde der Ort nahe dem Flughafen Girua zu einem wichtigen Militärstützpunkt der Alliierten. Der Ort wurde am 18. November 1942 von den Alliierten erobert und anschließend stark ausgebaut. Nach dem Ausbruch des Vulkans Lamington wurde er zur neuen Hauptstadt der Provinz ernannt.

## Natur
Der Königin-Alexandra-Vogelfalter lebt im Gebiet um die Stadt im Regenwald.